# Upgrade (phim)
Upgrade hay Nâng cấp là phim sản xuất năm 2018 thể loại cyberpunk hành động kinh dị cơ thể Bộ phim được viết và đạo diễn bởi Leigh Whannell và sự tham gia của Logan Marshall-Green, Betty Gabriel, và Harrison Gilberton. Bộ phim kể về một người đàn ông được cấy ghép một con chip cho phép anh ta điều khiển cơ thể của mình sau khi bị liệt tứ chi do tai nạn xe rồi bị tấn công và cướp (mug). Bộ phim được sản xuất bởi Jason Blum, dưới ảnh bìa Blumhouse Productions.
Sau khi công chiếu vào ngày 10 tháng 3 năm 2018 tại South by Southwest, bộ phim được phát hành vào ngày 1 tháng 6 năm 2018 tại Hoa Kỳ bởi OTL Rel Release và Blumhouse Tilt, và vào ngày 14 tháng 6 năm 2018 tại Úc. Bộ phim đã nhận được những đánh giá tích cực từ các nhà phê bình, người đã gọi nó là "một phần The Six Million Dollar Man, một phần Death Wish trả thù giả tưởng", và ca ngợi sự hài hước và những pha hành động đen tối của bộ phim.

## Tình tiết
Grey Trace, một thợ cơ khí sửa xe, yêu cầu vợ Asha giúp anh ta trả lại một chiếc xe đã được tân trang lại cho khách hàng của mình Eron Keen, một nhà cải tiến công nghệ nổi tiếng. Khi đến thăm nhà của mình, Eron tiết lộ sáng tạo mới nhất của mình, một con chip đa năng có tên STEM với tiềm năng gần như không giới hạn. Trở về nhà, chiếc xe tự lái của Grey và Asha gặp trục trặc và gặp tai nạn và đâm vào một khu đất. Tại đây, bốn người đàn ông lạ mặt tấn công hai vợ chồng. Asha bị giết và Grey bị bắn vào cổ, cắt đứt tủy sống.
Grey trở về nhà 3 tháng sau khi bị liệt tứ chi, dưới sự chăm sóc của mẹ anh, bà Pamela. Cái chết của Asha và sự bất lực của nữ thanh tra da đen Det. Cortez để xác định kẻ tấn công họ khiến Grey chán nản và chìm vào trầm cảm. Nghĩ quẩn Grey nhờ máy tiêm thuốc quá liều nhằm tự sát. Sau một nỗ lực bất thành anh ta được chuyển đến cấp cứu trong bệnh viện và Eron đến thăm, người đã thuyết phục anh ta chấp nhận cấy ghép STEM, tuyên bố rằng nó sẽ cho phép anh ta đi lại. Grey lấy lại quyền kiểm soát tay chân của mình và Eron đã cho Grey ký một thỏa thuận không tiết lộ, yêu cầu Grey phải giả vờ vẫn bị tê liệt. Trong khi xem một video về máy bay không người lái về vụ giết vợ, Grey nghe thấy STEM nói trong đầu. STEM nói rằng nó có thể giúp Grey trả thù và nhanh chóng xác định một trong những kẻ tấn công, Serk Brantner, từ video.
Grey đột nhập vào nhà của Serk và tìm thấy bằng chứng Serk đã được "nâng cấp" bằng cấy ghép điều khiển học (cybernetics) và tìm thấy các tin nhắn liên lạc anh ta với một quán bar địa phương có tên là Old Bones. Serk trở về nhà, phát hiện và tấn công Grey, nhưng STEM thuyết phục Grey cho phép nó kiểm soát hoàn toàn cơ thể anh ta, và dễ dàng áp đảo Serk, giết chết anh ta một cách bạo lực. Trong cuộc điều tra cái chết của Serk, thanh tra Cortez sau đó nhìn thấy cảnh quay không người lái của chiếc xe lăn của Grey đến gần nhà của Serk, nhưng sự tê liệt của anh ta phủ nhận anh ta là một nghi phạm.
Eron đã theo dõi hành tung di chuyển của STEM và mắng Grey vì khả năng phơi bày STEM. Grey tiết lộ STEM đang nói chuyện với anh ta, điều làm Eron ngạc nhiên, người yêu cầu Grey dừng cuộc điều tra của anh ta. Grey tiến đến Old Bones và tìm thấy Tolan, một trong những kẻ tấn công khác. Grey cho phép STEM tra tấn Tolan đến chết, lấy được tên của kẻ chủ mưu của kẻ tấn công, Fisk. Trong lúc đó, STEM thông báo cho anh ta rằng Eron đang cố gắng tắt nó từ xa và hướng Grey tới một hacker gần đó, được biết đến trước đây là Jamie, để hack vào hệ thống của Eron. Rời khỏi quán bar, Grey vấp ngã và cố chế ngự vận động để tiếp cận địa chỉ của hacker trước khi STEM bị tắt hoàn toàn, khiến Grey bị tê liệt toàn thân trở lại. Hacker chế ngự để loại bỏ bảo vệ đầu vào của STEM và rời đi ngay khi phát hiện Fisk đến qua camera. Grey, với sự kiểm soát của STEM được khôi phục vận động, sau khi bị rượt đuổi tới đường cùng đã giết chết người bạn đồng hành còn lại của Fisk.
Grey trở về nhà chỉ để Pamela thấy anh ta đi bộ, buộc anh ta phải tiết lộ sự tồn tại của STEM. Cortez đến để thẩm vấn họ sau khi phát hiện chiếc xe lăn của Grey bị bỏ rơi tại Old Bones; Cô rời đi sau khi đặt một thiết bị nghe lén trên áo khoác của Grey. Grey muốn từ bỏ cuộc săn lùng, nhưng STEM giải thích rằng Fisk sẽ theo dõi họ và giết chúng. STEM tiết lộ rằng vụ hack giúp anh ta kiểm soát cơ thể Grey tự do không còn ràng buộc nào. STEM sử dụng Grey để lái tới Fisk, khiến một chiếc xe điện tử tự lái gặp trục trặc và đâm vào Cortez, người đang bám đuôi họ. Cortez trở về nhà của Grey và yêu cầu Pamela giải thích STEM cho cô.
Grey và STEM tìm thấy Fisk, người tiết lộ rằng anh ta chỉ được thuê để làm tê liệt Grey để anh ta có thể được cấy ghép. Nâng cấp riêng của Fisk vượt xa sự vận động của Grey. STEM hoàn toàn bất lực vì bị Fisk đoán trước và chặn các hành động tiếp theo của Grey, cho phép Fisk chiếm thế thượng phong. Lúc này Grey phải tự ứng biến bằng việc chế nhạo Fisk với cái chết của Serk, anh trai anh ta, "không phải là người lính vào ngày hôm đó". Fisk bị phân tâm hành động bộc phát và STEM có thể giết anh ta. Điện thoại của Fisk tiết lộ tin nhắn từ Eron, cho thấy anh ta đã dàn xếp tất cả các sự kiện.
Grey vào nhà của Eron, nhưng bị Cortez giữ súng trước khi anh ta có thể giết Eron. Eron thú nhận làm thế nào STEM buộc anh ta phải thực hiện yêu cầu của nó, từ lâu đã thống trị mọi khía cạnh trong cuộc sống của Eron để theo đuổi mục tiêu trở thành con người. STEM giết Eron và cố gắng giết Cortez, nhưng Grey chiến đấu để kiểm soát cơ thể của chính mình, tự xoay xở để tự bắn mình rồi bất tỉnh.
Grey thức dậy trong phòng bệnh viện, không bị tê liệt và thấy Asha giải thích anh đã bất tỉnh trong hai ngày sau vụ tai nạn của họ. Trên thực tế, Grey vẫn ở nhà của Eron. STEM, trong toàn quyền kiểm soát, giải thích cho Cortez rằng căng thẳng tâm lý cuối cùng đã phá vỡ tâm trí của Grey; tất cả đều là mục tiêu của STEM, vì điều này cho phép STEM nắm quyền kiểm soát tâm trí và cơ thể của Grey. Ý thức của Grey tin vào trạng thái giấc mơ được lý tưởng hóa (idyllic) mà nó đã tìm thấy, trong khi STEM giết chết Cortez và rời đi.

## Diễn viên
- Logan Marshall-Green as Grey Trace
- Betty Gabriel as Det. Cortez
- Harrison Gilbertson as Eron Keen
- Melanie Vallejo as Asha Trace
- Benedict Hardie as Fisk Brantner
- Linda Cropper as Pamela Trace
- Simon Maiden as STEM (voice)
- Christopher Kirby as Tolan
- Clayton Jacobson as Manny
- Sachin Joab as Dr. Bhatia
- Michael M. Foster as Jeffries
- Richard Cawthorne as Serk Brantner
- Kai Bradley as Jamie

## Sản xuất
Chụp ảnh chính trên phim bắt đầu vào tháng 3 năm 2017 tại quê hương Melbourne của Whannell; Cảnh rượt đuổi diễn ra ở khu vực phía nam của Craigieburn bypass Hume Freeway (M31) và thực sự đi ngược hướng với những gì sẽ là dòng giao thông bình thường xuất hiện khi nó được quay ở một quốc gia lái xe tay trái. Chỉnh sửa diễn ra ở Sydney.

## Phát hành
Sau khi công chiếu vào ngày 10 tháng 3 năm 2018 tại South by Southwest và giành được giải thưởng Midnighters, bộ phim được phát hành vào ngày 1 tháng 6 tại Hoa Kỳ và ngày 14 tháng 6 tại Úc bởi Blumhouse Tilt.
Nâng cấp được thiết lập để bán lẻ trong 2 gói, Blu-ray với Digital HD  & DVD vào ngày 28 tháng 8 năm 2018.

## Tiếp nhận

### Rạp phim
Tại Hoa Kỳ, Nâng cấp đã được phát hành vào ngày 1 tháng 6 năm 2018, cùng với Adrift và Action Point và được dự kiến thu về khoảng 3 đô la   triệu từ 1.45 rạp vào cuối tuần ra mắt. Nó đã kết thúc ra mắt một chút so với ước tính với $ 4,6   triệu và hoàn thành thứ sáu tại phòng vé. Đó là phần mở đầu tốt thứ hai cho một bộ phim BH Tilt, sau The Darkness ' $ 4,95   triệu trong năm 2016. Nó kiếm được 2,2 triệu đô la trong cuối tuần thứ hai của nó, hoàn thành thứ chín.

### Phản ứng quan trọng
Trên trang web đánh giá tổng hợp Rotten Tomatoes, bộ phim giữ tỷ lệ phê duyệt 87% dựa trên 173 đánh giá và điểm trung bình là 7,27/10. Sự đồng thuận quan trọng của trang web đọc, "Giống như nhân vật chính tăng cường (augmented) của nó, những ràng buộc lỗi thời của Nâng cấp có được một phô trương công nghệ cao (high-tech boost), thứ được làm thậm chí mạnh mẽ hơn nhờ vào sự hài hước sắc nét và một câu chuyện được kể tốt một cách vững chắc" Trên Metacritic, bộ phim có số điểm trung bình là 67 trên 100, dựa trên 33 nhà phê bình, cho thấy "đánh giá chung có lợi". Khán giả được bình chọn bởi PostTrak đã cho bộ phim đạt tổng điểm tích cực 78% và "khuyến nghị xác định" 46%.
Trong tờ Thời báo Chủ nhật (Anh) Ed Pippi, "ngoài một vài hiệu ứng đặc biệt mỏng manh... đây là một sự châm biếm tách ra nguy hiểm gần với thực tế đôi khi." Emily Yoshida, viết cho blog Vult của tạp chí New York, nói: "Một công cụ quay vòng nhỏ tuyệt vời và cáu kỉnh của khoa học viễn tưởng kém chất (schlock), loại mà họ thực sự không tạo ra nữa, loại sẽ khiến Carpenter và Cameron tự hào." Mặt khác, Charles Bramesco của The Guardian cho biết: "Trong khi các cuộc vật lộn của Whannell với mong muốn chiến tranh để băn khoăn về sự lãng quên của kỹ thuật viên, chúng tôi đang đụng chạm tới (hurtling) hoặc cười về điều đó, thì xung đột thể hiện trong một cuộc đụng độ tông màu đáng thất vọng đã cướp đi bộ phim của niềm vui cho thuê rẻ mà nó có thể có."

### Giải thưởng
| Giải thưởng              | Ngày lễ                  | thể loại | Người nhận) | Kết quả | Ref(s) |
| ------------------------ | ------------------------ | --- | --- | ------- | ------ |
| Giải thưởng AACTA        | Ngày 3 tháng 12 năm 2018 | Kịch bản gốc hay nhất | style="background: #FDD; color: black; vertical-align: middle; text-align: center; " class="no table-no2"\|Đề cử                             | [ 19 ]  |        |
| Giải thưởng AACTA        | Ngày 3 tháng 12 năm 2018 | Best Editing | style="background: #FDD; color: black; vertical-align: middle; text-align: center; " class="no table-no2"\|Đề cử                             | [ 19 ]  |        |
| Giải thưởng AACTA        | Ngày 3 tháng 12 năm 2018 | Best Original Music Score | style="background: #FDD; color: black; vertical-align: middle; text-align: center; " class="no table-no2"\|Đề cử                             | [ 19 ]  |        |
| Giải thưởng AACTA        | Ngày 3 tháng 12 năm 2018 | Best Sound | style="background: #FDD; color: black; vertical-align: middle; text-align: center; " class="no table-no2"\|Đề cử                             | [ 19 ]  |        |
| Giải thưởng AACTA        | Ngày 3 tháng 12 năm 2018 | Best Production Design | style="background: #FDD; color: black; vertical-align: middle; text-align: center; " class="no table-no2"\|Đề cử                             | [ 19 ]  |        |
| Giải thưởng AACTA        | Ngày 3 tháng 12 năm 2018 | Best Visual Effects or Animation | style="background: #FDD; color: black; vertical-align: middle; text-align: center; " class="no table-no2"\|Đề cử                             | [ 19 ]  |        |
| Giải thưởng AACTA        | Ngày 3 tháng 12 năm 2018 | Best Hair and Makeup | style="background: #FDD; color: black; vertical-align: middle; text-align: center; " class="no table-no2"\|Đề cử                             | [ 19 ]  |        |
| Fangoria Chainsaw Awards | ngày 25 tháng 2 năm 2019 | Best Wide Release | style="background: #FDD; color: black; vertical-align: middle; text-align: center; " class="no table-no2"\|Đề cử                             |         |        |
| Fangoria Chainsaw Awards | ngày 25 tháng 2 năm 2019 | Best Actor | Logan Marshall-Green\| style="background: #FDD; color: black; vertical-align: middle; text-align: center; " class="no table-no2"\|Đề cử      |         |        |
| Saturn Award             | ngày 13 tháng 9 năm 2019 | Best Science Fiction Film\| style="background: #FDD; color: black; vertical-align: middle; text-align: center; " class="no table-no2"\|Đề cử | Best Science Fiction Film\| style="background: #FDD; color: black; vertical-align: middle; text-align: center; " class="no table-no2"\|Đề cử |         |        |
| SXSW Film Awards         | ngày 13 tháng 3 năm 2018 | Audience Award – Midnighters | style="background: #99FF99; color: black; vertical-align: middle; text-align: center; " class="yes table-yes2"\|Đoạt giải                    | [ 8 ]   |        |

## Phần tiếp theo
Vào ngày 16 tháng 8 năm 2018, nhà sản xuất Jason Blum đã bình luận trên Twitter rằng có kế hoạch khả năng phần tiếp theo.